# Liwang (Rolpa)
Liwang (nep. लिवाङ) – gaun wikas samiti w zachodniej części Nepalu w strefie Rapti w dystrykcie Rolpa. Według nepalskiego spisu powszechnego z 2011 roku liczył on 2607 gospodarstw domowych i 10 417 mieszkańców (5572 kobiety i 4845 mężczyzn).